# جبريل فيراري
جبريل فيراري (بالإنجليزية: Gabriel Ferrari)‏ (1 سبتمبر 1988 نيويورك الولايات المتحدة - ) هو لاعب كرة قدم أمريكي يلعب كمهاجم.

## روابط خارجية
- جبريل فيراري على موقع الدوري الأمريكي (الإنجليزية)
- جبريل فيراري على موقع قاعدة بيانات كرة القدم.إي يو (الإنجليزية)
- جبريل فيراري على موقع Soccerway.com (الإنجليزية)